# Véronnes
Véronnes är en kommun i departementet Côte-d'Or i regionen Bourgogne-Franche-Comté i östra Frankrike. Kommunen ligger i kantonen Selongey som tillhör arrondissementet Dijon. År 2022 hade Véronnes 402 invånare.

## Befolkningsutveckling
Antalet invånare i kommunen Véronnes
Referens:INSEE